# Paracaesio xanthura
Espèce
Paracaesio xanthura est une espèce de poissons de la famille des Lutjanidae.